# DDR-Badmintonmeisterschaft 1962
Die DDR-Badmintonmeisterschaft 1962 fand vom 27. bis zum 28. Januar 1962 in Leipzig statt. Es war die 2. Austragung der Titelkämpfe.

## Medaillengewinner
| Disziplin    | Gold                                                  | Silber                                 | Bronze                                              |
| ------------ | ----------------------------------------------------- | -------------------------------------- | --------------------------------------------------- |
| Herreneinzel | Gottfried Seemann (Aktivist Tröbitz)                  | Klaus Katzor (Aktivist Tröbitz)        | Erich Wilde (Aktivist Tröbitz)                      |
| Dameneinzel  | Rita Gerschner (Aktivist Tröbitz)                     | Ruth Preuß (Post Berlin)               | Karin Horn (HSG DHfK Leipzig)                       |
| Herrendoppel | Uwe Trettin Hartmut Münch (Post Berlin)               | Hans Abraham Klaus Adam (EBT Berlin)   | Gottfried Seemann Gerolf Seemann (Aktivist Tröbitz) |
| Damendoppel  | Rita Gerschner Annemarie Fritzsche (Aktivist Tröbitz) | Ruth Preuß Gisela Müller (Post Berlin) | Karin Füller Doris Domagalla (EBT Berlin)           |
| Mixed        | Erich Wilde Rita Gerschner (Aktivist Tröbitz)         | Rainer Blumenthal Klose (Stahl Thale)  | Peter Bräseke Irmgard Fischer (SG Gittersee)        |

## Referenzen
- Martin Knupp: Deutscher Badminton Almanach, Eigenverlag (2003), 230 Seiten
- René Born: 1957–1997. 40 Jahre Badminton in Tröbitz – Die Geschichte des BV Tröbitz e. V., Eigenverlag (1997), 84 Seiten. (Online-Version)
- René Born: Badminton in Tröbitz (Teil 1 – Die Anfänge, die Medaillengewinner, die Statistik), Eigenverlag (2007), 455 Seiten (Online-Version)